# Колориметр

Схематичне зображення колориметра: (1) Вибір довжини хвилі, (2) кнопка принтера, (3) регулювання коефіцієнта концентрації, (4) перемикач режиму УФ (дейтерієва лампа), (5) відлік, (6) відсік для зразків, (7) регулювання нуля (100 % T), (8) Перемикач чутливості, (9) перемикач ON / OFF.

Колориметр (рос. колориметр, англ. colorimeter, нім. Kolorimeter n) — прилад для визначення характеристик кольору. Застосовується, зокрема, в методах дослідження гірських порід, вугілля тощо, наприклад, у методі вибіркової сорбції барвника (метод А. С. Колбановської).
Застосовується в колориметрії — одному з розділів аналітичної хімії.
Колориметр вимірює поглинання певних довжин хвиль світла певним розчином. Він зазвичай використовується для визначення концентрації відомої розчиненої речовини в даному розчині шляхом застосування закону Бугера — Ламберта, який стверджує, що концентрація розчиненої речовини пропорційна поглинанню.